# Нариньяни, Семён Давыдович
Наринья́ни (настоящая фамилия Наринья́нц), Семён Давыдович (1908—1974) — советский журналист, фельетонист, драматург.

## Биография
Родился в Ташкенте.

 Его родители после очередной тюрко-армянской резни бежали из Нагорного Карабаха в Среднюю Азию. Его отец, Давид Семенович Нариньянц, до революции был мелким арендатором, а после 1918 года начал работать агентом уголовного розыска. Умер от тифа в 1921 году. Дед Семена Нариньяни занимался виноторговлей.

 В детстве Семен перенес, по-видимому, полиомиелит. Тогда еще эта болезнь не входила в нозологическую номенклатуру болезней, то есть еще не была хорошо известна врачам. У нас в семье было распространено мнение, что Семен перенес дифтерию, последствие болезни выражалось в слабости мышц левой ноги, что сделало его хромым. С годами хромота прогрессировала. — Из воспоминаний Георгия Никитина

В 1924 году окончил промышленно-экономический техникум в Ташкенте; тогда же начал печататься. 1924 — приехал в Москву.
1925—1952 — работает в «Комсомольской правде»
1945 — командирован в Нюрнберг.
1946 год — спецкоры «КП» Сергей Крушинский и Семён Нариньяни передают репортажи из Нюрнберга с процесса века.

Кроме тех, кто встречал меня на аэродроме, здесь оказался фельетонист «Комсомольской правды» Семен Нариньяни, человек с внешностью доброго задумчивого сатира. <…> заговорили о том, что Геринг сегодня выглядел каким-то измятым; наверное, опять к нему пронесли наркотики. Семен Нариньяни, не улыбаясь, изрек:
— Ничего, еще отвисится. — Воспоминания Бориса Полевого [www.pseudology.org/Documets/Polevoy/Part_01.htm]

В составе выездных редакций выезжал на крупные советские стройки.
С 1952 — по решению ЦК КПСС переведён в газету «Правда» и назначен редактором отдела фельетонов.
В 1958 году опубликовал фельетон «Звездная болезнь», в которой был подвергнут критике известный советский футболист Эдуард Стрельцов.
14 августа 1959 года в «Правде» был напечатан его фельетон «Ухарь-купец» о разгульном образе жизни начальника строительно-монтажного управления, по поводу фельетона вышло специальное постановление ЦК КПСС от 15 сентября 1959 года «Об ошибочном фельетоне С. Нариньяни „Ухарь-купец“», где говорилось, что автор «основываясь на клеветническом заявлении, незаслуженно опорочил группу работников» и об обязательном для советского журналиста правиле тщательно проверять факты, об ответственности автора и редакции за достоверность.
Скончался в 1974 году в Москве.
Семён Нариньяни упоминался в сыгранном Аркадием Райкиным скетче «Перестраховка» (другое название — «Привет семье»): «…и в „Крокодилах“ печатают, и фельетоны пишут, и Нариньяни пишут».
Похоронен на Переделкинском кладбище.

## Семья
- Сестра — Нариньяни (в замужестве Аввакумова) Галина Давыдовна (1910—1972).
- Брат — Нариньяни Григорий Давыдович.
- Жена — Нариньяни Наталья Павловна (1913—2004).
  - Сын — Нариньяни Александр Семёнович (1937—2010).
    - Внук — Нариньяни Александр Александрович (р. 1968).
    - Внук — Нариньяни Михаил Александрович (1971—1999). 
      - Правнучка — Нариньяни Алёна Михайловна (р. 1992).

## Творчество
сборники очерков и фельетонов
- Наследный принц — М., Правда, 1948, илл. Л. Сойфертиса (сер. «Библиотека Крокодила» № 36).
- В комнате напротив — М., Правда, 1949, илл. М. Черемных (сер. «Библиотека Крокодила» № 54).
- Дома с Нарциссом. Фельетоны. (1951)
- Двойная игра. (1951)
- Кочка зрения. (1952)
- Фельетоны. (1952, 1953)
- Сколько стоит рябчик? — М., Правда, 1954, илл. Б. Пророкова (сер. «Библиотека Крокодила» № 103).
- Фельетоны разных лет. (1954)
- После пятой свадьбы — М., Правда, 1956, илл. Б. Ефимова (сер. «Библиотека Крокодила» № 134).
- Голубое и розовое — М., Правда, 1957, илл. Г. Валька (сер. «Библиотека Крокодила» № 167).
- Сборник. Фельетоны и очерки — М., Правда, 1958, илл. И. Семёнова.
- Кукарача. Новые фельетоны. (1958, 1961)
- Рядом с нами. Фельетоны и очерки. (1958)
- Одна тетка сказала. (1959)
- Короткие рассказы — М., Правда, 1960, илл. П. Островского (сер. «Библиотека Крокодила» № 6).
- Внук Генриха VIII — М., Правда, 1963, илл. Л. Сойфертиса (сер. «Библиотека Крокодила» № 6).
- Сватовство на Арбата — М., Правда, 1965, илл. Б. Ефимова (сер. «Библиотека Крокодила» № 28).
- Фельетон о фельетоне. Повесть в семнадцати рассказах. — М.: Советский писатель, 1967, 304с. илл. Тираж 30 тыс. экз. (1967)
- Люда с частной квартиры — М., Правда, 1968, илл. Б. Лео (сер. «Библиотека Крокодила» № 2).
- Случайная знакомая. Фельетоны. (1968)
- Трое у мяча. (1969) Соавт.: Ю. Золотарев, В. Марьяновский
- Четвёртый папа — М., Правда, 1971 (сер. «Библиотека Крокодила» № 5).
- Кормящая бабушка — М., Правда, 1975, илл. Г. Огородникова (сер. «Библиотека Крокодила» № 18).
- Со спичкой вокруг солнца. Фельетоны. (1975)

и другие.
пьесы
- 1952 — «Аноним» (напечатана в «Новом мире»);
- 1961 — «Опасный возраст» Поставлена в театре Ленинского комсомола и других театрах страны;
- 1964 — «Фунт лиха». Поставлена в театре «Сатирикон» и других театрах;
- 1968 — «Послушание». Поставлена на телевидении.

книги
- «Дорога в совершеннолетие». — М.: «Молодая гвардия», 1932.
- «Счёт на чуткость». — М.: «Молодая гвардия», 1933. Соавт.: Юрий Жуков.
- «Сверстники». — М.: «Молодая гвардия», 1935.
- «Ты помнишь, товарищ!». — М.: «Молодая гвардия», 1957.